# Kloster Cabanoule
Kloster Cabanoule (lat. Monasterium Beatae Mariae de Pace Dei; franz. Monastère de la Paix-Dieu Cabanoule) ist ein Trappistinnen-Kloster in Anduze, Département Gard, Frankreich, in der Diözese Nîmes.

## Geschichte
1970 gründete Kloster Gardes im Bistum Nîmes am Fuß der Cevennen das Kloster Notre-Dame de la Paix-Dieu (Gottesfrieden). Die Initiative ging von der Äbtissin Marie de la Trinité Kervingant (1903–1990) aus, die dem ökumenischen Denken von Paul Couturier nahestand und sich durch das 2. vatikanische Konzil ermuntert fühlte, ein Kloster im calvinistischen Umfeld der Reformierten Kirche von Frankreich zu gründen. Sie konnte das Vertrauen und die Mithilfe des Pastors Paul Bastian (1920–2011) gewinnen und so mit ihm zusammen ein Zeichen ökumenischen Friedens setzen.

### Oberinnen
- Bernard Sauvaget (1970–1972)
- Marie Odile Coutand (1972–1974)
- Isabelle Perrocheau (1974–1998)
- Pascale Pied (1998–2000)
- Marie-Claire Muller (2000–2001)